# دهستان حکیم‌آباد (زرندیه)
دهستان حکیم‌آباد نام دهستانی در بخش مرکزی شهرستان زرندیه در استان مرکزی ایران است.

## جمعیت
براساس سرشماری سال ۱۳۸۵ خورشیدی ۸۳۲۷ نفر در ۲۱۸۳ خانوار جمعیت داشت و در سرشماری سال ۱۳۹۵ خورشیدی ۸۱۶۹ نفر جمعیت دارد.